# Buvette (musicien)
Pour l’article homonyme, voir Buvette.
Buvette est le nom de scène du musicien franco-suisse Cédric Streuli. Il a publié quatre albums. 

## Biographie
Buvette est né à Leysin dans le canton de Vaud en Suisse. Durant sa jeunesse, il voyage pendant plus de 10 ans autour du monde, notamment en Inde et Mexique, avant de s'installer à Montreuil en banlieue parisienne durant l'année 2015. L'année d'après, il publie son album Elasticity sous le label parisien Pan European Recording,. Son quatrième album, intitulé 4EVER, est publié en 2020 sous le même label et en collaboration avec le producteur Apollo Noir,,,,. Il publie son cinquième album Tales Of The Countryside en mars 2024.

## Discographie
- 2012 : Palapa Lupita
- 2014 : The Never Ending Celebration
- 2016 : Elasticity
- 2020 : 4EVER
- 2024 : Tales Of The Countryside